# Рудо Поље (Гацко)
Рудо Поље је насељено мјесто у општини Гацко, Република Српска, БиХ. Према попису становништва из 2013. у насељу је живјело 70 становника.

## Становништво
| Демографија | Демографија | Демографија |
| Година      | Становника  | Становника  |
| ----------- | ----------- | ----------- |
| 1961.       | 175         |             |
| 1971.       | 150         |             |
| 1981.       | 127         |             |
| 1991.       | 133         |             |
| 2013.       | 70          |             |